# Petrona Martínez
Petrona Martínez (San Cayetano, Bolívar, Colombia, 27 de enero de 1939) es una cantautora afrocolombiana de bullerengue, música autóctona del  Caribe Colombiano.
Martínez es reconocida por posicionar en circuitos internacionales el bullerengue, música tradicional de mujeres mayores en comunidades rurales afrodescendientes del Caribe colombiano.

## Biografía
Petrona Martínez ha tenido una fructífera carrera discográfica como líder del grupo que lleva su nombre. Ha realizado giras por España,Dinamarca,Inglaterra, Francia,Estados Unidos, Marruecos y otros países.
Sus puntos de mayor reconocimiento a nivel internacional han sido sus tres nominaciones y un gramófono en los premios Grammy por mejor álbum de música latina. La primera en 2002 por su álbum «Bonito Que Canta» , luego por su álbum «Las penas alegres», y en 2021 por «Ancestras». Este último tiene colaboraciones con 14 mujeres afrodescendientes incluidas Susana Baca, Angelique Kidjo, Nidia Góngora, Aymée Nuviola, Vania França , Flor de Toloache. El album fue producido por Manuel García-Orozco y producido por Mayte Montero para el sello independiente Chaco World Music. «Ancestras» la hizo merecedora de los Premios Grammy Latinos al mejor álbum folclórico en la edición celebrada en las Vegas en noviembre del 2021.
Heredó el bullerengue de su abuela, Orfelina Martínez, su bisaluela, Carmen Silva, y otras tantas mujeres en su natal San Cayetano. 

## Distinciones e influencia
Petrona Martínez ha sido condecorada con el Premio Nacional Vida y Obra del Ministerio de Cultura de Colombia, la “Gran Orden Ministerio de Cultura”, y el Ayuntamiento de Madrid (España). Varios artistas de diversos géneros en la escena colombiana han reconocido a Petrona entre sus influencias. Algunos de ellos son los Aterciopelados, el Checo Acosta, Carlos Vives, Bomba Estéreo, entre otros.

## Vida privada
Petrona actualmente reside en Arjona, Bolivar. En su vida tuvo siete hijos y está casada con su esposo Tomás Enrique Llerena.

## Discografía
- 1989 — Petrona Martínez y los Tambores de Malagana (Felito Records)
- 1994 — El folclor vive
- 1998 — Colombia: Le Bullerengue (Ocora)
- 1999 — La vida vale la pena
- 2002 — Bonito que canta (MTM)
- 2003 — Mi Tambolero (MTM)
- 2010 — Las Penas Alegres (chaco world music)
- 2015 — Petronica: Petrona Martínez Electronic Suite (chaco world music)
- 2021 — Ancestras (chaco world music)